# Thelypteris nitens
Thelypteris nitens är en kärrbräkenväxtart som först beskrevs av Nicaise Augustin Desvaux, och fick sitt nu gällande namn av R. Tryon. Thelypteris nitens ingår i släktet Thelypteris och familjen Thelypteridaceae. Inga underarter finns listade.